# Thijmen Kupers
Thijmen Kupers (4 ottobre 1991) è un mezzofondista olandese.

## Palmarès
| Anno | Manifestazione   | Sede      | Evento      | Risultato  | Prestazione | Note                                     |
| ---- | ---------------- | --------- | ----------- | ---------- | ----------- | ---------------------------------------- |
| 2012 | Europei          | Helsinki  | 800 m piani | Semifinale | 1'50"37     |                                          |
| 2013 | Europei indoor   | Göteborg  | 800 m piani | Semifinale | 1'50"29     |                                          |
| 2013 | Europei Under 23 | Tampere   | 800 m piani | 6º         | 1'47"15     | Miglior prestazione personale stagionale |
| 2013 | Europei Under 23 | Tampere   | 4x400 m     | 7º         | 3'07"47     |                                          |
| 2014 | Mondiali indoor  | Sopot     | 800 m piani | 5º         | 1'47"74     |                                          |
| 2014 | Europei          | Zurigo    | 800 m piani | Batteria   | 1'49"69     |                                          |
| 2015 | Europei indoor   | Praga     | 800 m piani | Bronzo     | 1'47"25     | Miglior prestazione personale stagionale |
| 2015 | Mondiali         | Pechino   | 800 m piani | Semifinale | 1'47"74     |                                          |
| 2016 | Europei          | Amsterdam | 800 m piani | 6º         | 1'46"67     |                                          |
| 2017 | Europei indoor   | Belgrado  | 800 m piani | 5º         | 1'50"47     |                                          |
| 2017 | Mondiali         | Londra    | 800 m piani | Semifinale | dns         |                                          |
| 2019 | Europei indoor   | Glasgow   | 800 m piani | Batteria   | 1'48"72     |                                          |
| 2021 | Europei indoor   | Toruń     | 800 m piani | Batteria   | 1'50"38     |                                          |